# 지진조사연구추진본부
지진조사연구추진본부(일본어: 地震調査研究推進本部 じしんちょうさけんきゅうすいしんほんぶ[*], Headquarters for Earthquake Research Promotion) 또는 약자로 지진본부(일본어: 地震本部 じしんほんぶ[*])는 일본 문부과학성 산하의 특별기관이다. 1995년 일본 지진방재대책특별조치법에 근거하여 설치된 기관으로 일본 내 지진 조사, 연구에 대한 정부업무를 일원하여 담당하고 대중 및 관련 기관에게 조사, 연구 성과를 제공하여 지진의 피해 경감을 목표로 한다. 직속기관으로 정책위원회, 지진조사위원회가 있으며 이 밑에 다양한 워킹그룹을 두어 업무를 수행하고 있다.
1995년 수립 이전에는 일본의 과학기술청 장관이 지진예지추진본부 및 지진조사연구추진본부의 본부장으로 위임하고 있었으나, 중앙부처재편 이후 일본의 문부과학대신이 본부장을 맡고 있다.

## 조직 구성
- 본부회의
  - 정책위원회
    - 종합부회
    - 조사관측계획부회

  - 지진조사위원회
    - 장기평가부회
    - 강진동평가부회
    - 쓰나미평가부회
    - 고감도지진계측자료처리방법개선안소안부회
    - 지진활동예측평가수법검토소안부회

## 같이 보기
- 일본의 지진 대책 및 방재체제